# 元仲英
元仲英（485年—540年），北魏乐安公主，河南郡洛阳县（今河南省洛阳市东）人，魏献文帝拓跋弘之孙，咸阳王元禧之女，嫁给闾伯升。

## 生平
元仲英于十五岁（499年）时下嫁给柔然王室后裔高昌王闾伯升，北魏孝武帝元脩永熙年间的官位为女侍中。
兴和二年（540年），乐安公主元仲英与闾伯升先后在邺城去世。

## 家庭成员
父亲
- 元禧

丈夫
- 闾伯升

兄弟
- 元通，因父亲谋反失败被杀。
- 元翼，投降萧衍。
- 元昌，投降萧衍。
- 元晔，投降萧衍。
- 元显和，投降萧衍。
- 元树，投降萧衍。
- 元坦，袭爵，封敷城王。
- 元昶，封太原王。

姐妹
- 上庸公主，原封蓝田公主，嫁给陆子彰，子陆卬。